# Gastritis atròfica
La gastritis atròfica és un procés d'inflamació crònica de la mucosa gàstrica de l'estómac (una gastritis), que provoca la pèrdua de cèl·lules glandulars gàstriques i la seva eventual substitució per teixits intestinals i fibrosos. Com a resultat, la secreció estomacal de substàncies essencials com l'àcid clorhídric, la pepsina i el factor intrínsec es veuen afectats, cosa que provoca problemes digestius. Els més freqüents són la deficiència de vitamina B12 (que provoca una anèmia perniciosa) i una malabsorció del ferro, que condueix a una anèmia ferropènica. Pot ser causada per una infecció persistent en la infecció per Helicobacter pylori o pot tenir un origen autoimmunitari. Les gastritis atròfiques autoimmunitàries tenen estadísticament més probabilitats de desenvolupar carcinoma gàstric, tiroïditis de Hashimoto i aclorhídria.
La gastritis tipus A afecta principalment el cos/fons d'estómac i és més freqüent l'anèmia perniciosa. La gastritis tipus B afecta principalment l'antre i és més freqüent amb la infecció per H. pylori.